# Amphisbaena ibijara
Amphisbaena ibijara là một loài bò sát trong họ Amphisbaenidae. Loài này được Rodrigues & Andrade mô tả khoa học đầu tiên năm 2003.